# Slowaaks curlingteam (gemengddubbel)
Het Slowaakse curlingteam vertegenwoordigt Slowakije in internationale curlingwedstrijden.

## Geschiedenis
Slowakije debuteerde op het wereldkampioenschap curling voor gemengddubbele landenteams van 2008 in het Finse Vierumäki. Het team won twee van de zeven wedstrijden en werd daarmee  negentiende van de 24 landen. Het beste resultaat behaalde Slowakije in 2016, een tiende plaats. Daniela Matulová en Ladislav Derzsi werden tweede in hun groep. De strijd om de negende plaats werd verloren van Noorwegen.
Slowakije nam nog niet deel aan het gemengddubbel op de Olympische Winterspelen.

## Slowakije op het wereldkampioenschap
| Jaar | Plaats        | Team                                 | WG            | W             | V             | PV            | PT            |
| ---- | ------------- | ------------------------------------ | ------------- | ------------- | ------------- | ------------- | ------------- |
| 2008 | 19            | Stefan Turňa & Barbora Vojtušová     | 7             | 2             | 5             | 47            | 58            |
| 2009 | 24            | Milan Kajan & Gabriela Kajanová      | 8             | 2             | 6             | 41            | 57            |
| 2010 | 18            | Milan Kajan & Gabriela Kajanová      | 6             | 1             | 5             | 29            | 55            |
| 2011 | 15            | František Pitoňák & Petra Pitoňáková | 8             | 4             | 4             | 49            | 57            |
| 2012 | 17            | Pavol Pitoňák & Silvia Sýkorová      | 8             | 3             | 5             | 49            | 64            |
| 2013 | 19            | Pavol Pitoňák & Gabriela Kajanová    | 8             | 3             | 5             | 56            | 61            |
| 2014 | 29            | Ladislav Derzsi & Veronika Kvardová  | 7             | 0             | 7             | 35            | 55            |
| 2015 | 25            | Marek Sýkora & Silvia Sýkorová       | 9             | 2             | 7             | 37            | 79            |
| 2016 | 10            | Ladislav Derzsi & Daniela Matulová   | 10            | 6             | 4             | 74            | 62            |
| 2017 | 33            | David Misun & Silvia Sýkorová        | 6             | 2             | 4             | 39            | 39            |
| 2018 | 29            | Milan Moravčik & Daniela Matulová    | 7             | 2             | 5             | 35            | 58            |
| 2019 | 29            | Marek Sýkora & Silvia Sýkorová       | 7             | 3             | 4             | 28            | 45            |
| 2021 | Geen deelname | Geen deelname                        | Geen deelname | Geen deelname | Geen deelname | Geen deelname | Geen deelname |
| 2022 | Geen deelname | Geen deelname                        | Geen deelname | Geen deelname | Geen deelname | Geen deelname | Geen deelname |
| 2023 | Geen deelname | Geen deelname                        | Geen deelname | Geen deelname | Geen deelname | Geen deelname | Geen deelname |
| 2024 | Geen deelname | Geen deelname                        | Geen deelname | Geen deelname | Geen deelname | Geen deelname | Geen deelname |
| 2025 | Geen deelname | Geen deelname                        | Geen deelname | Geen deelname | Geen deelname | Geen deelname | Geen deelname |

Australië · België · Brazilië · Bulgarije · Canada · China · Chinees Taipei · Denemarken · Duitsland · Engeland · Estland · Filipijnen · Finland · Frankrijk · Griekenland · Groot-Brittannië · Guyana · Hongarije · Hongkong · Ierland · India · Israël · Italië · Jamaica · Japan · Kazachstan · Kirgizië · Koeweit · Kosovo · Kroatië · Letland · Litouwen · Luxemburg · Mexico · Mongolië · Nederland · Nieuw-Zeeland · Nigeria · Noorwegen · Oekraïne · Oostenrijk · Polen · Portugal · Puerto Rico · Qatar · Roemenië · Rusland · Saoedi-Arabië · Schotland · Servië · Slovenië · Slowakije · Spanje · Thailand · Tsjechië · Turkije · Verenigde Staten · Wales · Wit-Rusland · Zuid-Korea · Zweden · Zwitserland